# Distrito electoral de Newton (condado de Jefferson, Nebraska)
Newton (en inglés: Newton Precinct) es un distrito electoral ubicado en el condado de Jefferson en el estado estadounidense de Nebraska. En el censo de 2010 tenía una población de 163 habitantes y una densidad poblacional de 1,75 personas por km².

## Geografía
Newton se encuentra ubicado en las coordenadas 40°2′17″N 96°58′29″O / 40.03806, -96.97472. Según la Oficina del Censo de los Estados Unidos, Newton tiene una superficie total de 93.12 km², de la cual 92.1 km² corresponden a tierra firme y (1.09%) 1.02 km² es agua.

## Demografía
Según el censo de 2010, había 163 personas residiendo en Newton. La densidad de población era de 1,75 hab./km². De los 163 habitantes, Newton estaba compuesto por el 98.77% blancos, el 0% eran afroamericanos, el 0% eran amerindios, el 0% eran asiáticos, el 0% eran isleños del Pacífico, el 0.61% eran de otras razas y el 0.61% pertenecían a dos o más razas. Del total de la población el 0.61% eran hispanos o latinos de cualquier raza.